# جيمي باتون (لاعب كرة قدم أمريكية)
جيمي باتون (بالإنجليزية: Jimmy Patton)‏ هو لاعب كرة قدم أمريكية أمريكي، ولد في 29 سبتمبر 1933 في غرينفيل في الولايات المتحدة، وتوفي في 22 ديسمبر 1972 في فيلا ريكا في الولايات المتحدة.

## وصلات خارجية
- جيمي باتون على موقع مرجع كرة القدم المحترفة.كوم (الإنجليزية)